# Opérations Spéciales : Lioness
Opérations Spéciales : Lioness (Special Ops: Lioness) est une série télévisée américaine créée par Taylor Sheridan et diffusée depuis le 23 juillet 2023 sur Paramount+.

## Synopsis
Cruz Manuelos est une femme un peu brutale du Corps des Marines. Elle est recrutée pour rejoindre « Lioness », un programme secret de la CIA supervisé par Kaitlyn Meade. Il a été créé pour démanteler une attaque terroriste de grande ampleur, dans la lignée des attentats du 11 septembre 2001. Cruz est formée par la cheffe de station, Joe. ; comme plusieurs autres femmes, elle apprend à devenir un agent infiltré,.

## Distribution

### Acteurs principaux
- Zoe Saldaña (VF : Ingrid Donnadieu) : Joe McNamara
- Laysla De Oliveira (VF : Youna Noiret) : le sergent Cruz Manuelos
- Dave Annable (VF : Damien Boisseau) : Neal McNamara
- Jill Wagner (VF : Hélène Bizot) : Bobby[3]
- LaMonica Garrett (VF : Jean-Baptiste Anoumon) : Tucker
- James Jordan (VF : Cédric Dumond) : Deux Shots (Two Cups en VO)
- Thad Luckinbill (VF : Anatole de Bodinat) : Kyle McManus (saison 2, récurrent saison 1)
- Hannah Love Lanier (VF : Charlotte Hervieux) : Kate
- Nicole Kidman (VF : Danièle Douet) : Kaitlyn Meade
- Stephanie Nur (en) (VF : Elsa Bougerie) : Aaliyah (saison 1)
- Michael Kelly (VF : Marc Saez) : Byron Westfield (saison 2, récurrent saison 1)
- Morgan Freeman (VF : Benoît Allemane puis Philippe Catoire)[n 1] : Edwin Mullins (saison 2, invité saison 1)
- Génesis Rodríguez (VF : Laëtitia Lefebvre) : Josephina « Jose » Carrillo (saison 2)
- Austin Hébert : Randy
- Jonah Wharton : Tex

### Acteurs récurrents
- Celestina Harris : Charlie McNamara, la fille de Joe et Neal
- Martin Donovan (VF : Guillaume Orsat) : Errol Meade
- Richard Haddad : Asaf (saison 1)
- Bruce McGill (VF : Paul Borne) : Hollar (saison 2, invité saison 1)
- Jennifer Ehle (VF : Anne Rondeleux) : Mason (saison 2, invitée saison 1)
- Max Martini : Tracer (saison 2)
- Kirk Acevedo (VF : Jérémie Bédrune) : l'agent Gutierrez (saison 2)

### Invités
- Sean Avery et Matt Gerald : des opérateurs de Delta Force (saison 1)
- Sam Asghari (en) : Kamal (saison 1)
- Michael Tow (en) (VF : Yoann Sover) : Dr Hammond (saison 1)
- Bassem Youssef : Asmar Ali Amrohi (saison 1)
- Taylor Sheridan (VF : Laurent Maurel) : Cody Spears (saison 2)
- Patricia de Leon (en) : Maria (saison 2)
- Robyn Lively : la sénatrice Albright (saison 2)
- Annabeth Gish : Denise Westfield (saison 2)
- Dawn Olivieri (VF : Laura Préjean) : l'officier Amber Whalen (saison 2)

 Source et légende : version française (VF) sur RS Doublage et cartons du doublage français sur Paramount+.

## Production
En septembre 2020, il est révélé qu'une série intitulée Lioness et créée par Taylor Sheridan est en développement pour Paramount+.
En février 2022, Zoe Saldaña est annoncée dans le rôle principal ainsi que comme productrice déléguée tout comme Nicole Kidman. L'actrice canadienne Laysla De Oliveira rejoint la série peu après.
En juin 2022, Taylor Sheridan reprend le poste de show runner à Thomas Brady après les conclusions de la writers' room.
En septembre 2022, Dave Annable, LaMonica Garrett, James Jordan, Austin Hébert, Jonah Wharton ou encore Hannah Love Lanier rejoignent la distribution,. En janvier 2023, Nicole Kidman et Michael Kelly sont également annoncés, tout comme Morgan Freeman,,.
Le tournage débute en janvier 2023 à Majorque. En mai 2023, la série adopte son titre actuel, Special Ops: Lioness.
Le 9 mai 2024, la série est renouvelée pour une deuxième saison.

## Épisodes

### Première saison (2023)
La saison est diffusée sur Paramount+ depuis le 23 juillet 2023 (dans un premier temps avec deux épisodes, puis un par semaine).
1. Soldats sacrifiés (Sacrificial Soldiers)
2. Le Combat (The Beating)
3. Blesser tel un poing (Bruise Like a Fist)
4. Le Choix de l'échec (The Choice of Failure)
5. La vérité est le mensonge le plus rusé (Truth Is the Shrewdest Lie)
6. Le mensonge est la vérité (The Lie Is the Truth)
7. Loin des yeux, près de l'espoir (Wish the Fight Away)
8. L'Illusion de l'ordre a disparu (Gone Is the Illusion of Order)

### Deuxième saison (2024)
Elle est mise en ligne hebdomadairement entre le 27 octobre et le 8 décembre 2024.
1. Méfie-toi du vieux soldat (Beware the Old Soldier)
2. J'aime mon pays (I Love My Country)
3. L'araignée tisse sa toile (Along Came a Spider)
4. Cinq cents enfants (Five Hundred Children)
5. Briser la lune (Shatter the Moon)
6. 2831
7. Les Atouts du diable (The Devil Has Aces)
8. Retour à la maison (The Compass Points Home)

## Accueil critique
La série a une note de 3,2/5 pour la presse et de 3,9/5 pour les spectateurs sur le site de recensement AlloCiné.